# 吉村英徴
吉村 英徴（よしむら えいちょう、1852年（嘉永5年7月）– 1916年（大正5年）1月30日）は、明治から大正初期の医師、政治家。衆議院議員。旧姓・菅沼、号・鉄幹。

## 経歴
紀伊国有田郡、のちの和歌山県有田郡湯浅町で菅沼家の第二子として生まれ、17歳で吉村家を相続した。和歌山県漢学授読を務め、ドイツ語学を修めた。
1880年（明治13年）京都療病院医学校（現京都府立医科大学）を卒業し、同病院医局詰、同看頭を務めた。1881年（明治14年）濱口梧陵の勧めで有田郡広村（広町を経て現広川町）で有田郡私立那耆病院を開業し院長に就任した。その他、有田郡医、地方衛生会委員、有田郡産婆及び看護婦養成所教授、有田郡医師会長などを務めた。1899年（明治32年）湯浅町に移住した。
1903年（明治36年）3月、第8回衆議院議員総選挙で和歌山県郡部から出馬して当選し、衆議院議員に1期在任した。この間、憲政本党に所属した。

## 人物
趣味は絵画で梅の絵が得意であった。

## 脚註
1. 1 2 3 4 5 6  『和歌山県史 人物』523頁。
2. 1 2 3 4 5 6 7 8 9  『議会制度百年史 - 衆議院議員名鑑』712頁。
3. 1 2 3 4 5 6 7 8 9  『広川町誌 下巻』869頁。